# 1489
1489 (MCDLXXXIX) fue un año común comenzado en jueves del calendario juliano.

## Acontecimientos
- 14 de marzo - La reina de Chipre, Catherine Cornaro, vende su reino a Venecia.
- La Real Chancillería de Castilla fija su sede permanente en Valladolid.
- El Tifus arrasa en España, su primera aparición en Europa.
- 26 de diciembre Los Reyes Católicos toman la ciudad de Almería

## Nacimientos
- 29 de noviembre - Margarita Tudor, reina de Escocia, madre de Jacobo V.

## Fallecimientos
- 26 de abril - Ashikaga Yoshihisa, shogun de Japón, (nació en 1465)